# Bandy Federation of Ireland
Bandy Federation of Ireland är det styrande organet för bandy och rinkbandy i Irland, förbundet grundades 2006 och blev medlem i Federation of International Bandy samma år.